# Alenyana
Alenyana es un cultivar de higuera de tipo higo común Ficus carica, bífera (con dos cosechas por temporada, brevas e higos de otoño), de higos de epidermis con color de fondo negro azulado con sobre color azul oscuro. Se cultiva en la colección de higueras de Montserrat Pons i Boscana en Llucmajor, Islas Baleares.

## Sinonimia
- „sin sinónimo“.[4][6][7]

## Historia
Actualmente la cultiva en su colección de higueras baleares Montserrat Pons i Boscana, rescatada de un ejemplar o higuera madre localizada en el término de Algaida, en el santuario de Cura, crece entre encinares y fue descubierta por Monserrat Pons en una visita a dicho santuario.
La variedad 'Alenyana' es probablemente originaria de Porreras donde era conocida y cultivada. En la actualidad por las sementeras de "son Miró" y de "son Banyeres" se pueden encontrar algunas. Su nombre probablemente tenga su origen del latín:Alennius, que ha dado el apellido Alenya, que a su vez es una localidad del Rosellón.

## Características
La higuera 'Alenyana' es una variedad bífera de tipo higo común. Árbol de gran desarrollo, con copa altiva estirada y ramaje irregular. Sus hojas con 3 lóbulos, y de 5 lóbulos ambas prácticamente equilibradas (50%). Sus hojas con dientes presentes y márgenes serrados, ángulo peciolar obtuso. 'Alenyana' tiene poco desprendimiento de higos, y un rendimiento productivo reducido por cada árbol. La yema apical cónica de color verde.
Los frutos 'Alenyana' son de tamaño de longitud x anchura:34 x 45 mm de forma tanto en las brevas como los higos ovoidal, que presentan unos frutos medianos-grandes, sobre todo las brevas, simétricos en la forma y uniformes en las dimensiones, de unos 31,640 gramos en promedio, de epidermis de consistencia blanda, grosor de la piel delgado y textura un poco áspera, de color de fondo negro azulado con sobre color azul oscuro. Ostiolo de 2 a 4 mm con escamas medianas rojas. Pedúnculo de 1 a 3 mm cilíndrico de color rojo. Grietas muy escasas o ausentes. Costillas marcadas. Con un ºBrix (grado de azúcar) de 17 jugosas no muy sabrosas en las brevas, y de 18 poco dulce en higos, con color de la pulpa rojo pálido. Con cavidad interna pequeña, y una gran cantidad de aquenios medianos. Son de un inicio de maduración en las brevas sobre el 10 de junio, la maduración de los higos sobre el 10 de agosto al 20 de septiembre. De rendimiento por árbol bajo tanto en higos como en brevas.
Se usa como brevas e higos frescos para alimentación humana, apreciados solo por su precocidad. Frescos y secos para alimentación animal. Poco prolífica, con una producción reducida tanto de brevas como de higos. Son de fácil abscisión del pedúnculo y mediana de pelado. Bastantes resistentes a las lluvias y rocíos, poco resistentes al transporte, y medianamente a la apertura del ostiolo. Poco susceptibles al desprendimiento.

## Cultivo
'Alenyana', se utiliza brevas e higos frescos para alimentación humana. Los higos en fresco y seco para consumo animal (ganado porcino y ovino). Se está tratando de recuperar de ejemplares cultivados en la colección de higueras baleares de Montserrat Pons i Boscana en Llucmajor.